# Frälsarens förklarings kyrka, Astryna
Frälsarens förklarings kyrka (belarusiska: Спаса-Праабражэнская царква; translitteration: Spasa-Praabrashenskaja tsarkva; kyrkslaviska: Спа́со-Преображенскаѧ це́рковь) är en belarusisk-ortodox träkyrkobyggnad belägen i staden Astryna i distriktet Sjtjutjyn rajon i Hrodna voblast, i centrala Belarus.
Kyrkan är helgad åt Kristi förklaring och tillhör Hrodna stift i den Belarusisk-ortodoxa kyrkan.

## Historik
Datumet då Frälsarens förklarings kyrka i Astrina uppfördes är inte helt säkert, men det uppskattas att den ska ha byggts i närheten av år 1865.

## Kyrkan
Kyrkan har både ryska och klassicistiska inslag.

## Bilder

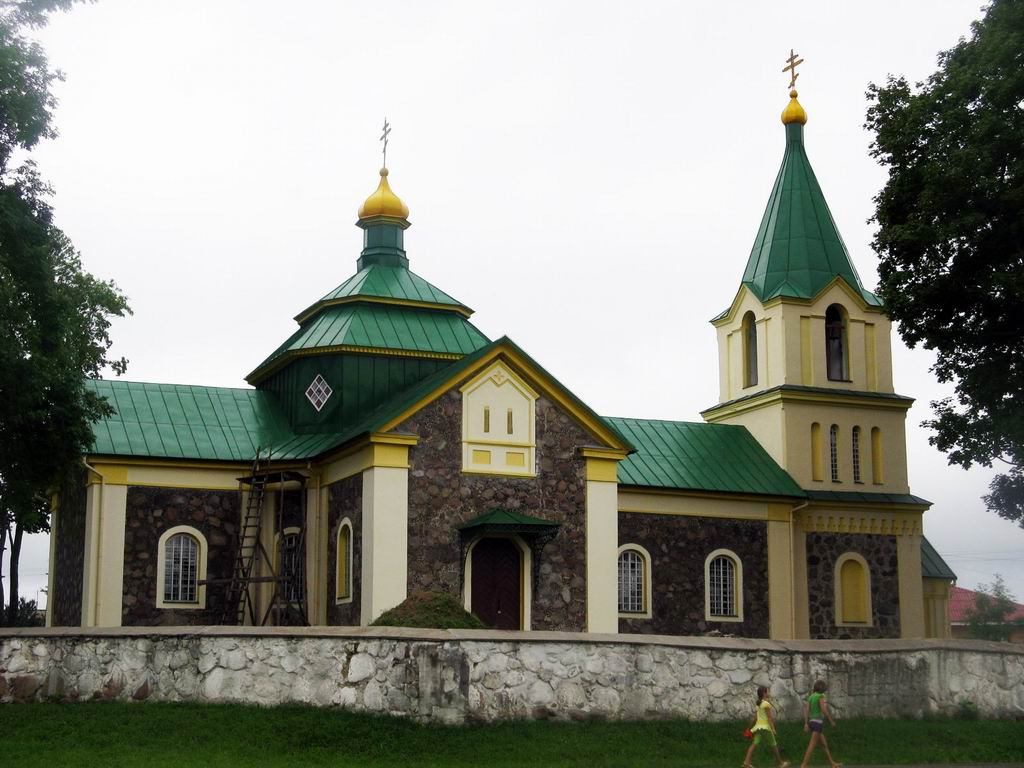
Kyrkan från sidan.
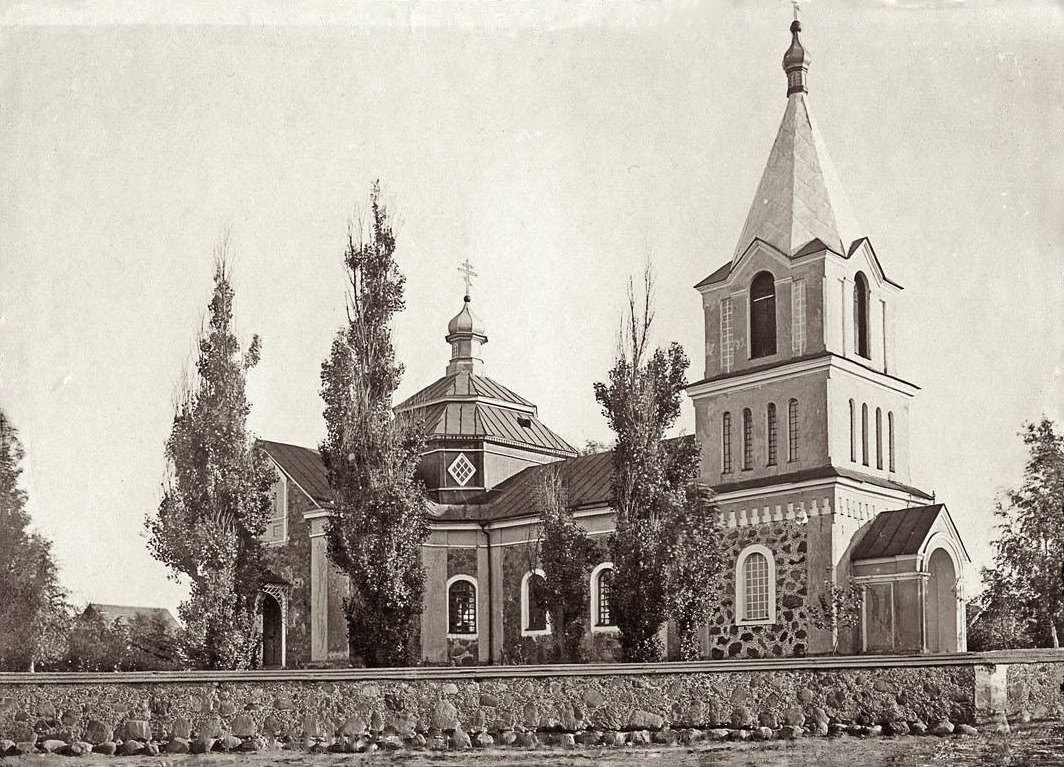
Kyrkan omkring år 1900.